# Соколов, Николай Николаевич (лингвист)
Николай Николаевич Соколов (10 [22] декабря 1875, Орловская губерния — 28 мая 1923, Москва) — русский, советский филолог, профессор МГУ, член Московской диалектологической комиссии.

## Биография
Сын учителя арифметики, титулярного советника Николая Ивановича Соколова; родился 10 (22) декабря 1875 года в Трубчевске Орловской губернии. Отец преподавал в Лихвинском уездном училище, Жиздринском уездном училище, Жиздринской женской прогимназии, Перемышльском уездном училище; затем был инспектором Трубчевского городского училища. Мать — Евдокия Ивановна.
В 1886—1894 годах учился в Орловской гимназии. В 1894 году поступил на историко-филологический факультет Московского университета, который окончил в 1899 году. По рекомендации Ф. Ф. Фортунатова был оставлен на кафедре сравнительного языковедения и санскрита для подготовки к профессорскому званию. В 1903 году выдержал магистерское испытание по санскритскому языку и по сравнительной грамматике индоевропейских языков.
В 1903 году был назначен на должность сверхштатного преподавателя русского языка в Учительском институте. До 1908 года преподавал также в разных средних учебных заведениях Москвы. С 29 мая 1909 года приват-доцент по кафедре сравнительного языковедения Московского университета. Одновременно преподавал на Высших женских курсах, на Высших женских курсах В. А. Полторацкой (старославянский язык).
Занимался русским и литовским языками. В 1901, 1912, 1913 и 1914 годах совершил поездки в Ковенскую губернию, в 1908 — в Гродненскую и соседние районы Виленской губернии для изучения жемайтского наречия литовского языка. Занимался также изучением белорусского языка. В 1908—1909 году слушал лекции в Лейпцигском университете.
В 1919 году Н. Н. Соколов был избран профессором русского и старославянского языков Воронежского университета; замещал профессоров по трём (свободным) кафедрам: русского и старославянского языка, славяноведения и сравнительного языковедения и санскрита. Он состоял также профессором Воронежского отделения Московского археологического института по русскому языку, лектором Воронежского народного университета по русскому языку и сравнительному языкознанию, лектором Воронежской Театральной студии по искусству произнесения и лектором Воронежского стенографического института по истории письменности, Воронежских стенографических курсов. В 1922 году зачислен в число профессоров 2-го МГУ.
Был женат на Анне Павловне Пащенко. У них два сына: Николай (1915—?) и Владимир (1917—?).

## Научная деятельность
Научные занятия Н. Н. Соколова были направлены главным образом: 1) на изучение сравнительного языковедения, в частности специально литовского языка и 2) на изучение русского языка, преимущественно его диалектологии; также он изучал и белорусский язык.
Им был собран обширный материал путём личного изучения говоров, для чего им был совершён ряд поездок по России по командировкам Академии наук и состоящей при ней Московской диалектологической комиссии, в которой Н. Н. Соколов долгое время был секретарём. Он собирал материал в юго-западной части Тверской губернии, в Дмитровском уезде Московской и соседних уездах Владимирской губернии, в Трубчевском уезде Орловской губернии, в южной части Владимирской губернии, в Рязанской губернии, в Тихвинском уезде Новгородской губернии, в юго-западной части Белоруссии, в северной части Псковской и южных уездах Новгородской губернии, в Чухломском уезде Костромской губернии. Результаты диалектологических занятий публиковались в «Русском филологическом вестнике», «Трудах Московской диалектологической комиссии», «Известиях Академии наук», а также в различных литовских повременных изданиях.
В изданной в 1915 году «Диалектологической карте русского языка в Европе» Н. Н. Соколову принадлежит белорусская часть и некоторые отделы великорусской части — к примеру, рассмотрение переходных говоров от белорусских к северновеликорусским. Им напечатаны отчёты почти по всем своим диалектологическим экскурсиям и составлена Программа для собирания сведений по белорусским говорам и, частью, по северновеликорусским.
Н. Н. Соколов очень много сделал для изучения литовского языка. Ещё с юношеских лет у него проявился активный интерес к балтским следам на своей родине и в Воронеже он постоянно общался с литовской диаспорой.